# Legend Story
「Legend Story」（レジェンド　ストーリー）は、男性アイドルグループ・A.B.C-Zの6枚目のDVD。2014年7月9日にポニーキャニオンから発売された。

## 概要
初回限定盤・通常盤の他、DVDとオリジナルTシャツがセットのA.B.C-Z SHOP盤A、DVDにオリジナルマフラータオルが同梱されたA.B.C-Z SHOP盤Bの4種類で発売された。表題曲の「Legend Story」は『ABC座 2014 ジャニーズ伝説』で披露された新曲、カップリングの「僕らのこたえ〜Here We Go〜」はテレビ東京系ドラマ『魔法★男子チェリーズ』の主題歌である。

## 収録内容

### DVD
1. 「Legend Story」Music Clip [6:15]
作詞・作曲：浅利進吾、編曲：佐藤泰将
2. 「僕らのこたえ 〜Here We Go〜」Dance Clip [5:14]
作詞：Komei Kobayashi、作曲・編曲：Andreas Ohrn・Henrik Smith・Steven Lee
  - A.B.C-Z主演 テレビ東京系ドラマ『魔法★男子チェリーズ』主題歌
3. Making of Music & Dance Clip
通常盤のみ収録。

### Special CD
※CD付き初回限定盤のみ
1. ハッピー! ハッピー! [4:00]
作詞：hartog、作曲：川口進・Raay、編曲：生田真心
2. BIG STAR [3:55]
作詞：hartog、作曲：Raay・川口進・兼松衆、編曲：兼松衆・牧戸太郎
3. Legend Story -ballad ver. from ABC座2014 ジャニーズ伝説- [5:23]
編曲：石塚知生
  - 本作表題曲のバラードバージョン